# Раковецкий, Игнатий Бенедикт

Герб Раковецкого Роля

Игнатий (Игнацы) Бенедикт Раковецкий (1782—1839) — польский прозаик, историк, славист, филолог, переводчик, издатель, славянофил. Член Варшавского общества друзей наук.

## Биография
Шляхтич герба Роля.
Служил куратором, инспектором школ в Подляшье. Позже, регентом Мазовецкой губернии. Владел типографией в Варшаве.
Автор работ о правах, обычаях и жизни древних славян. Перевёл на польский язык
старейшее собрание летописей Киевской Руси, касающихся древнерусского права, в том числе сборник правовых норм Русскую Правду.
Важнейший его труд, посвящён исследованию быта славян до принятия ими христианства: «О stanie cywilnym dawnych Slowian».

## Избранные публикации
- «Prawda Ruska» (1820—1828),
- O stanie cywilnym dawnych Słowian: rzecz czytana na publiczném posiedzeniu Towarzystwa Królewskiego Warszawskiego (1820),
- «Poczet chronologiczny panująych w Rossyi od Ruryka do Piotra W.» (1822),
- «O sposobach upowszechinenia nauki gospodarstwa wiejskiego» (1823),
- «O sposobach moralnego uksztalcenia ludu polskiego» (1830),
- «List do matki troskliwéj o dobrze wychowanie syna swego» (Варшава, 181l) и др.

Похоронен в Варшаве на кладбище Старые Повонзки.